# Хаутайерви
Хаутайерви (на фински: Hautajärvi) е село в Северна Финландия, район Лапония, община Сала. По данни от преброяването през 2000 г. населението му е 270 души.
В близост до селото се намира Национален Парк Оуланка.
В селото има църква, основно училище, поща, медицинска клиника, виличка и таверна.